# Katastrofa w Furiani

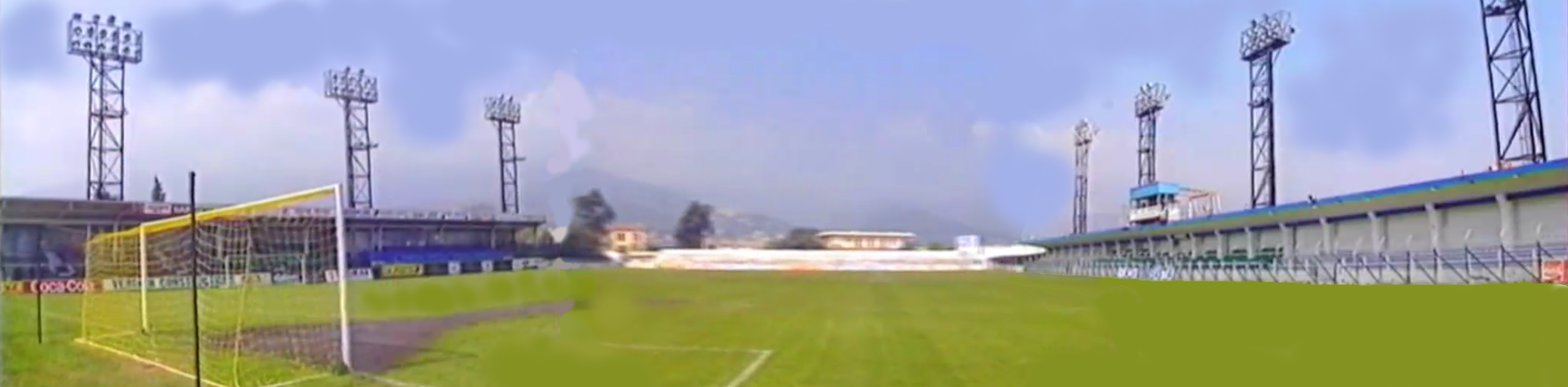
Wygląd stadionu Armand Cesari przed budową tymczasowych trybun.

Katastrofa w Furiani – katastrofa budowlana, do której doszło 5 maja 1992 na stadionie Armand Cesari w miejscowości Furiani (na południowych przedmieściach Bastii), na wyspie Korsyka przed półfinałowym meczem Pucharu Francji sezonu 1991/92, pomiędzy SC Bastia, a Olympique Marsylia. W wyniku zawalenia się tymczasowej trybuny zginęło 18 osób, a 2357 zostało rannych.

## Tło wydarzeń
22 kwietnia 1992 drugoligowa SC Bastia awansowała do półfinału 75. edycji Pucharu Francji, pokonując w - rozgrywanym u siebie - spotkaniu ćwierćfinałowym AS Nancy po serii rzutów karnych 3:0 (w regulaminowym czasie i po dogrywce było 0:0). Na potrzeby tego pojedynku do zachodniej trybuny dostawiono tymczasowe trybuny na 2500 widzów, co pozwoliło osiągnąć widownię 8737 osób na meczu. Losowanie par półfinałowych odbyło się 23 kwietnia 1992, bowiem obydwa pojedynki 1/2 finału miały zostać rozegrane już 28 kwietnia 1992. W jego wyniku SC Bastia trafiła na Olympique Marsylia – ówczesnego mistrza Francji, finalistę Pucharu Europy Mistrzów Klubowych i drużynę niezwykle popularną na Korsyce (w Marsylii mieszka ponad 100 tys. Korsykan). Na prośbę władz SC Bastii Francuski Związek Piłki Nożnej (FFF) wyraził zgodę na przesunięcie terminu meczu o tydzień – na 5 maja 1992. Zarząd tego klubu z prezesem Jean-Francois Filippim na czele - kierowany chęcią zysku - miał bowiem plan szybkiej rozbudowy stadionu Armand Cesari, mogącego wówczas pomieścić zaledwie 6250 widzów. Czasu pozostawało bardzo mało, bo zaledwie 12 dni, dlatego pominięto procedury budowlane. Planowano niemal potroić pojemność obiektu, poprzez wybudowanie nowej, tymczasowej trybuny na około 10 tys. osób oraz pozostawienie stojącej już tymczasowej trybuny zachodniej. Dzięki tym decyzjom możliwe stało się osiągnięcie założonej pojemności 18 tys. miejsc.

## Budowa nowej trybuny
Już dzień po losowaniu półfinału władze klubu skontaktowały się z byłym prezesem Bastii, który posiadał firmę budowlaną. Jego zdaniem było rozebranie północnej trybuny Stade Armand Cesari. W nocy z 24 na 25 kwietnia 1992 betonowa konstrukcja z 1948 r. o długości ponad 100 metrów, mieszcząca 750 osób, przestała istnieć. Roboty wykonano w tajemnicy, a Henri Hurand, prefekt departamentu Górna Korsyka o sprawie dowiedział się z mediów – nikt nie wystąpił o pozwolenie, nikt nie konsultował prac ani z prefektem, ani merem Furiani. Następnie działacze telefonicznie skontaktowali się z dwiema firmami: Sud-Tribunes z Nicei oraz Space Locations z Bordeaux, które specjalizowały się w stawianiu elementowych konstrukcji metalowych znacznych rozmiarów. Prezes tej drugiej stanowczo odmówił twierdząc, że budowa nawet tymczasowej trybuny dla 10 tys. osób - w tak krótkim czasie - jest niemożliwa do wykonania z zachowaniem standardów bezpieczeństwa. Zadania podjęło się natomiast Sud-Tribunes za wynagrodzenie wynoszące milion franków francuskich. W ekspresowym tempie uproszczony schemat konstrukcji trybuny opracował dyrektor techniczny Sud-Tribunes i zarazem inżynier budownictwa – Jean-Marie Boimond. 26 kwietnia 1992 na stadion przyjechał Raymond Le Deun, dyrektor gabinetu prefekta Górnej Korsyki, którego zadaniem było uzgodnienie kwestii bezpieczeństwa imprezy z władzami klubu oraz korsykańskiej federacji piłkarskiej. Miał on pełną świadomość nielegalności planowanej inwestycji, jednak na fali entuzjazmu, który ogarnął mieszkańców wyspy przez przyjazdem Olympique Marsylia, nie chciał blokować trwających prac.
28 kwietnia 1992 na plac po dawnej trybunie północnej wjechał ciężki sprzęt, wyrównujący podłoże pod rurową konstrukcję trybuny na 9300 miejsc, a na wyspę dotarły pierwsze transporty elementów do montażu. Jak się później okazało nie dopłynęły wszystkie, bowiem z powodu strajku dokerów część skrzyń przetrzymano w porcie w Marsylii. W związku z tym władze klubu próbowały jeszcze przesunąć datę spotkania, ale nie uzyskały na to zgody FFF ze względu na konieczność sprawnego zakończenia rozgrywek Pucharu Francji z uwagi na zbliżające się Mistrzostwa Europy 1992 z udziałem reprezentacji Francji (ostatnią kolejkę Première Division rozegrano bowiem już 1 maja 1992). W międzyczasie wykonawca robót stwierdził, że jest w stanie zakupić wystarczającą liczbę części na Korsyce. Trybuna posiadała bardzo niski kąt nachylenia. Wysoka - w szczytowym punkcie - na 15 metrów konstrukcja sytuowała nawet widzów z pierwszych rzędów na wysokości kilku metrów. Liczyła 24 rzędy miejsc siedzących, długich na 100 metrów i wyposażonych w plastikowe krzesełka. Pod rzędami 9–12 wytyczono tunel wzdłuż konstrukcji, w którym nie było systemu rur podtrzymujących, by mogli nim chodzić ludzie.
Do rozpoczęcia dystrybucji wejściówek niezbędna była pozytywna decyzja komisji ds. bezpieczeństwa. 29 kwietnia 1992 na miejsce przybyli więc odpowiedni przedstawiciele korsykańskiej federacji piłkarskiej, którzy po pozorowanej inspekcji sporządzili kilkuzdaniową notatkę dotyczącą gotowości obiektu i możliwości rozegrania na nim meczu. Wbrew procedurom, nie uwzględnili oni negatywnych opinii żandarmerii, straży pożarnej i departamentalnej dyrekcji infrastruktury, które podczas trzech kontroli pośrednich wyrażały zastrzeżenia. Wystawione do sprzedaży bilety wstępu są o 75% droższe niż na mecz ćwierćfinałowy i wbrew prawu nie zawierają żadnej wzmianki o cenie. 30 kwietnia 1992 odbywa się wizytacja miejskiej komisji ds. bezpieczeństwa. Jest pobieżna oraz przebiega w niepełnym składzie, bowiem z częścią członków kontaktowano się telefonicznie. Nowa trybuna znajdowała się wówczas cały czas w trakcie montażu. Kolejna inspekcja odbyła się 4 maja 1992, dzień przed meczem. Tym razem w pełnym składzie i z udziałem prefekta. Wnioski po jej zakończeniu – stadion nie spełnia wymogów, brakuje oświetlenia ciągów komunikacyjnych, wejść oraz wyjść. Członkowie stwierdzili, że „poziom bezpieczeństwa jest nadal bardzo niewystarczający”. Zastrzeżenia dotyczyły jednak przede wszystkim zachodniej trybuny, dostawionej przed ćwierćfinałowym meczem z AS Nancy. Mimo tego mecz nie został odwołany. Robotnicy od kilku dni pracowali dzień i noc.

## Przebieg katastrofy
W dniu meczu, od wczesnego przedpołudnia, do Furiani przybywały tłumy kibiców z całej Korsyki, pojawili się również fani z Marsylii. Zgodnie z planem bramy obiektu otwarto dla widzów o godzinie 16:00, mimo że nadal trwały na nim ostatnie prace montażowe. Wtedy też po raz ostatni zebrała się komisja ds. bezpieczeństwa, ponownie w niepełnym składzie, w dodatku bez udziału urzędnika prefektury. W tym czasie Prefekt Górnej Korsyki wraz z dyrektorem swojego gabinetu zajęci byli bowiem witaniem prezesa Olympique Marsylia – Bernarda Tapiego oraz ministra i mera Bastii – Émile'a Zuccarelliego na lotnisku Bastia-Poretta. Rozpoczęcie pojedynku zaplanowano na 20:30, a nadal nie została wydana zgoda na jego przeprowadzenie. Dwie godziny wcześniej na stadionie nie było już wolnych miejsc. Panował radosny zgiełk, prowadzony był głośny doping. O godzinie 18:30 na Stade Armand Cesari weszła zorganizowana grupa sympatyków Olympique Marsylia, która zajęła miejsca na południowej trybunie – naprzeciw „tymczasowego 10-tysięcznika”. Około godziny 19 osoby siedzące na samej koronie nowej trybuny zaczęły odczuwać dziwne wahnięcia konstrukcji. Mniej więcej w tym samym czasie podobne obserwacje poczynili pracownicy ochrony, stojący wzdłuż boiska. Trybuna zaczynała się ruszać. Pracownicy Sud-Tribunes próbowali reagować poprzez dokręcanie śrub i szybkie spawanie elementów konstrukcji. Przedmeczowe podekscytowanie zaczęło się przeradzać w obawy. Stadionowy spiker Jean-Pierre Paoli został poproszony przez przedstawicieli ds. bezpieczeństwa, by uspokajać kibiców. O 20:15 zaapelował więc, by kibice zasiadający na trybunie północnej „nie podskakiwali i nie tupali, zwłaszcza w metalowe części”. Wobec braku reakcji powtórzył ten komunikat kilka razy. O godzinie 20 przy ogłuszającym aplauzie widowni na krótką rozgrzewkę wybiegli piłkarze obydwu zespołów, by po kwadransie wrócić do szatni. Aci Assouli z Radia France, siedząc na samym szczycie trybuny, zanim wszedł na antenę, mówił do realizatorów: „Jestem na szczycie trybuny wśród kibiców. Ledwo rozróżniam zawodników, trybuna kołysze się jak łódź. Drodzy słuchacze, mam nadzieję, że będę tu jeszcze po zakończeniu meczu”. W tym czasie niektórzy widzowie tymczasowej trybuny chwytali się jej elementów konstrukcyjnych, by nie stracić równowagi. O godzinie 20:23 w ciągu zaledwie kilkunastu sekund zawaliła się górna część ważącej blisko 700 ton trybuny. Kilka tysięcy ludzi spadło kilkanaście metrów w głąb stalowej konstrukcji. W tym czasie trwała już transmisja na antenie TF1, jednak kamery tej stacji nie zarejestrowały momentu katastrofy, były bowiem skierowane na inną część stadionu. Jedynym zapisem tragedii jest nagranie kibica z zawalonej trybuny. Najpierw ucichły śpiewy, potem ciszę przerwały krzyki, płacz i jęki rannych. Piłkarze, sztaby szkoleniowe, dziennikarze, a także kibice z pozostałych sektorów błyskawicznie ruszyli na ratunek, kładąc ofiary na murawie. Wezwano dodatkowe służby medyczne. O godzinie 21 wydano rozkaz ewakuacji widzów ze stadionu w celu ułatwienia pracy służbom ratunkowym, a przeprowadził ją oddział CRS. O godzinie 21:30 na boisku wylądowały helikoptery Sécurité civile en France, aby ewakuować rannych. O godzinie 22 minister spraw wewnętrznych Paul Quilès uruchomił plan zarządzania kryzysowego. Ratownicy napotykali trudności w ewakuacji poszkodowanych ze względu na ograniczoną dostępność stadionu, zlokalizowanego pomiędzy linią kolejową Bastia–Ajaccio, a rzeką Bevinco. Poszkodowanych transportowano do niemal wszystkich placówek medycznych na Korsyce, a po ich przepełnieniu - z lotniska Bastia-Poretta, Airbusem A300 - na kontynent, w szczególności do szpitali w Nicei i Marsylii. Całkowita liczba ofiar śmiertelnych wyniosła 18 zabitych i 2357 rannych. Ostatnia ofiara zmarła 13 dni od katastrofy.
Meczu nigdy nie rozegrano, a tej edycji Pucharu Francji nie dokończono.

## Dochodzenie i proces
Wszczęte w sprawie katastrofy dochodzenie wykazało liczne zaniedbania zarówno po stronie klubu, firmy realizującej trybunę, jak i po stronie władz lokalnych. Brak odpowiedniego projektu, braki materiałowe i pośpieszność prac spowodowały niestabilność konstrukcji, która doprowadziła do późniejszej tragedii. Zarzuty postawiono 18 osobom, w tym 16 za nieumyślne spowodowanie śmierci. Główny oskarżony Jean-Francois Filippi, prezes SC Bastia nie doczekał procesu. Został zastrzelony przed własnym domem na kilka dni przed procesem. Wyroki spotkały się z niezadowoleniem społecznym. Najwyższy wyrok – dwa lata więzienia – otrzymał projektant trybuny i nadzorca budowy Jean-Marie Boimond. Uniewinniono pięć osób.

## Upamiętnienie katastrofy
Przez blisko 28 lat rodziny ofiar i poszkodowani, wywierali nacisk na rząd Francji i Francuski Związek Piłki Nożnej, aby w dniu 5 maja, nie odbywały się we Francji żadne mecze piłkarskie. Przez lata spotykała się ta inicjatywa z odmową, dyktowaną obawą przed cichym przyznaniem się do winy. 13 lutego 2020 Zgromadzenie Narodowe przegłosowało poprawkę zakazującą meczów w tym dniu.